# La momia (película de 2017)
The Mummy (en españolː La momia) es una película de acción y aventuras estadounidense-sino-japonesa de 2017, dirigida por Alex Kurtzman y escrita por Jon Spaihts. Se trata de un reinicio de la franquicia The Mummy  y la primera entrega del reinicio del Universo Cinematográfico de Monstruos de la Universal. La película está protagonizada por Tom Cruise, Annabelle Wallis, Sofia Boutella, Jake Johnson, Courtney B. Vance y Russell Crowe.

## Argumento
En 1127, un grupo de caballeros cruzados ingleses capturan un rubí rojo egipcio que sepultan en la tumba de uno de ellos con la esperanza de que nadie lo encuentre. En la Londres actual, la tumba de los caballeros es descubierta.
En Irak, los soldados del ejército de Estados Unidos, el sargento Nick Morton y el cabo Chris Vail, descubren la tumba de la princesa Ahmanet, quien en la antigüedad convocó a la deidad Set. Ésta princesa fue capturada y momificada viva por sacerdotes egipcios. El dúo, junto con la arqueóloga Jenny Halsey, sube el sarcófago de Ahmanet a un avión y, sin saberlo, le devuelven la vida.
Durante el vuelo, Chris es poseído por Ahmanet a través de la mordida de una araña. Él ataca a los demás, solo para ser asesinado por Nick. Una gran bandada de cuervos ataca el avión, provocando que se estrelle, matando a la tripulación excepto a Jenny, que escapa en un paracaídas que le da Nick.
Tres días después del accidente, Nick revive en una morgue. El fantasma de Chris se aparece y le dice que ha sido maldecido por Ahmanet, que busca usarlo como un recipiente para Set. Para regenerar su cuerpo, la momia de Ahmanet escapa del sarcófago y comienza a alimentarse de personas, convirtiéndolas en zombis. Ella recupera la Daga de Set e intenta apuñalar a Nick, antes de darse cuenta de que le falta el rubí. Ella y su ejército de zombis persiguen a Nick y Jenny hasta que aparecen unos soldados y la someten. 
El líder del escuadrón, el Dr. Henry Jekyll, pertenece a Prodigium, una sociedad secreta dedicada a la caza de amenazas sobrenaturales para la que Jenny también trabaja. En su sede, Ahmanet posee a un técnico y se libera de la cautividad, sembrando el caos y la muerte en el proceso. Jekyll sucumbe a sus impulsos oscuros y se transforma en Edward Hyde, su asesina y psicótica personalidad alterna. Hyde ataca a Nick, quien lo detiene con un suero de Jekyll que suprime su lado malvado. Nick y Jenny consiguen escapar del Prodigium mientras Ahmanet recupera su daga. Usando sus poderes, revive al ejército de caballeros cruzados para que puedan servirla. También crea una tormenta de arena que cubre toda Londres, causando estragos. Los caballeros cruzados matan a todos los soldados de Prodigium en la tumba, lo cual le permite a Ahmanet recuperar el rubí faltante. Ella lo coloca en el pomo de su daga, otorgándole todo lo que necesita para liberar a Set. 
Guiados por el fantasma de Vail, Nick y Jenny corren hacia los túneles debajo de Londres. Ahí, Ahmanet se aparece y mata a Jenny. Nick finge darse por vencido y se deja abrazar por Ahmanet. Su engaño funciona y le permite arrebatarle la daga a la momia. Con la esperanza de acabar con su poder, él intenta destruir el rubí. Justo cuando está a punto de lograrlo, Ahmanet lo detiene y lo convence de que, si se deja poseer, obtendrá un poder que podrá dar vida. Sin ver otra salida, Nick se apuñala a sí mismo y su cuerpo es poseído por Set. Cuando Nick ve el cadáver de Jenny, recupera el control de su cuerpo y usa los poderes de Set para devolver a Ahmanet a su forma de momia sin vida.
Nick también resucita a Jenny y la abandona antes de volver a ser controlado por el poder de Set. Al poco tiempo, Jenny vuelve a Prodigium y se reúne con el Dr. Jekyll. El cadáver de Ahmanet es sumergido en una piscina cerrada de mercurio dentro de la base Prodigium para su custodia, al mismo tiempo que Jekyll le dice a Jenny que a veces es necesario un monstruo para confrontar a otro. Más tarde, en el desierto, Nick resucita a Vail y los dos se dirigen a buscar una nueva aventura, mientras dejan tras de sí una tormenta de arena.

## Reparto

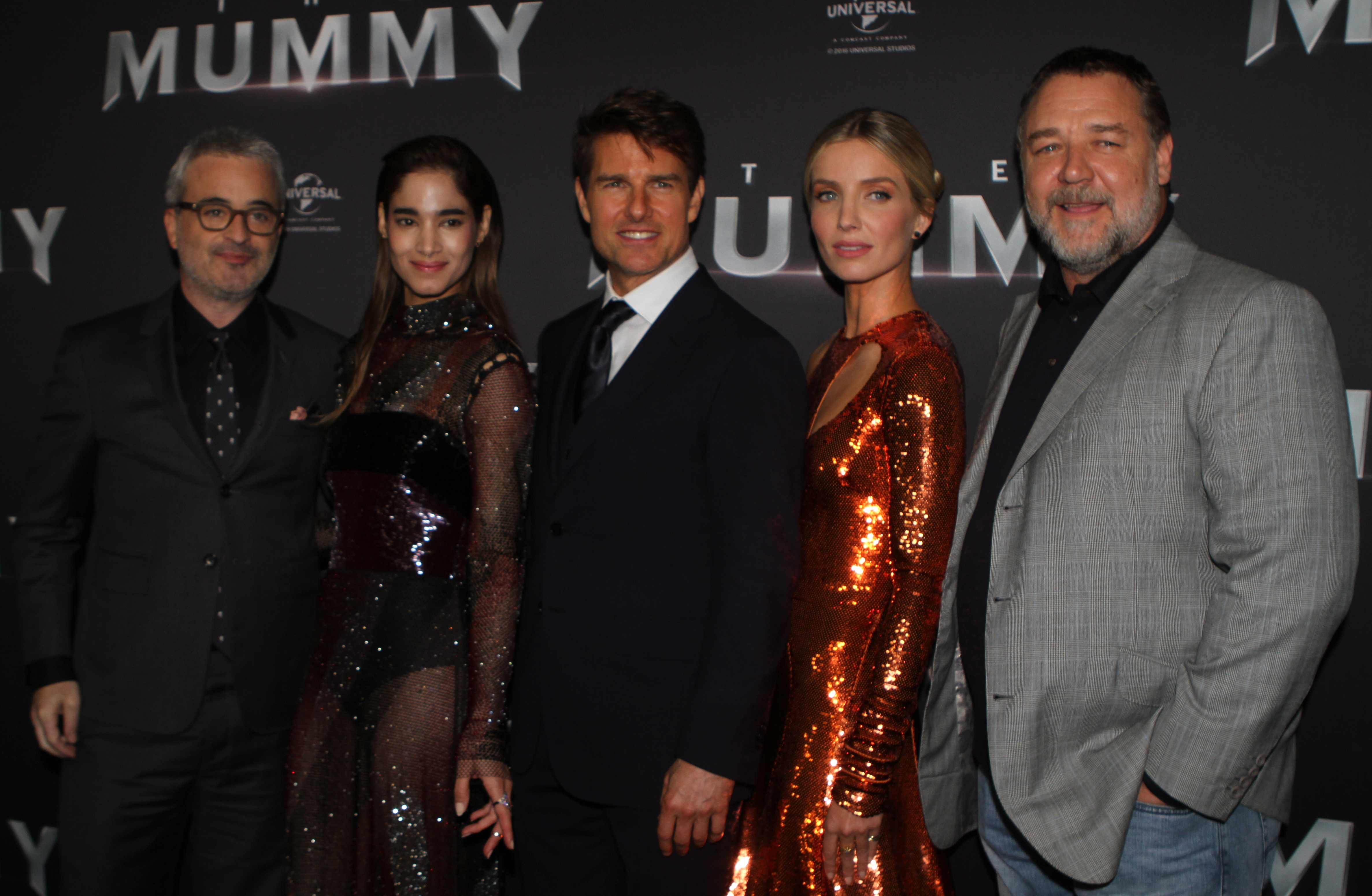
El director Alex Kurtzman con los actores principales de la película. De izquierda a derecha: Sofia Boutella, Tom Cruise, Annabelle Wallis, Russell Crowe.

- Tom Cruise como Nick Morton: Un soldado del ejército de los Estados Unidos, que sin querer descubre la tumba de la princesa Ahmanet, desatando un mal indecible. Nick se convierte en obsesionado, fusionado y poseído por Set después de que Ahmanet pone una maldición sobre él.[7][8][9]
- Sofia Boutella como Princesa Ahmanet / La Momia: Ella se basa libremente en una amalgamación de la diosa egipcia antigua, Amunet e Imhotep de las películas anteriores de la Momia. Una vez en la fila para ser la reina del Antiguo Egipto, Ahmanet asesinó a su padre y a su familia con el fin de resucitar a Set, un acto por el que fue maldecida por toda la eternidad y ser momificada y enterrada viva en una piscina de mercurio, permaneciendo en dicho estado hasta ser liberada accidentalmente de su prisión como la momia.[8][10]
- Annabelle Wallis como Jenny Halsey: Una arqueóloga con actitud, obstinada e inteligente que tiene un pasado con Nick. Trabaja en secreto para la organización de caza de monstruos conocida como Prodigium.[11]
- Jake Johnson como el cabo Chris Vail: Amigo de Nick y su aliado más cercano.[12]
- Courtney B. Vance como el Coronel Greenway: El oficial superior de Nick y Chris.[13]
- Russell Crowe como el Dr. Henry Jekyll: Un científico brillante que dirige Prodigium, una organización dedicada a localizar, contener, y cuando sea necesario, destruir monstruos. Debido a un experimento fallido destinado a purgar su alma de oscuridad, debe inyectarse regularmente un suero para evitar que se transforme en su alter ego malvado y monstruoso, el señor Edward Hyde.[14][15]
- Javier Botet como Set: El antiguo dios egipcio de los desiertos, las tormentas, la oscuridad y la violencia, que ayuda a la princesa Ahmanet en su búsqueda para gobernar Egipto. Set tiene una conexión con Nick Morton, ya que este último está destinado a ser el recipiente humano para su resurrección.[16]
- Selva Rasalingam como el Rey Menehptre:  Un faraón que es el padre de Ahmanet.
- Marwan Kenzari como Malik: El jefe de seguridad de Jekyll y miembro de Prodigium.[17]
- Dylan Smith como Lorenzo Montanari.
- Rez Kempton como Foreman.
- Chasty Ballesteros como Kira Lee.

## Producción

### Desarrollo
En abril de 2012, Universal Studios anunció el desarrollo de un  reboot de la saga   The Mummy  con Jon Spaihts  como guionista y Sean Daniel, quien anteriormente produjo la  versión de 1999. En mayo de 2012, Universal firmó una asociación con Roberto Orci y Alex Kurtzman para producir la película a través de su empresa  . En septiembre de 2012, se reveló que Universal eligió a Len Wiseman para hacer la película. En diciembre de 2012, se dice que este reinicio será diferente a la trilogía anterior, con una nueva mitología, y que la trama se ubicará en el presente. En febrero de 2013, Universal encargó a Billy Ray que escribiera otra versión del guion para Jon Spaihts. En julio de 2013, Len Wiseman se vio obligado a abandonar el proyecto debido a un conflicto de programación. En septiembre de 2013, se informó que el argentino Andrés Muschietti estaría en negociaciones para asumir el cargo de director. En julio de 2013, Roberto Orci revela que el reinicio de  La Momia  y el de   Van Helsing  serán parte del mismo universo compartido.
En julio de 2014, Universal anunció que Alex Kurtzman y Chris Morgan tenían la tarea de desarrollar  películas de terror  alrededor de otros personajes famosos como el Monstruo de Frankenstein y su novia, Drácula, el Loup- Garou, La extraña criatura del lago negro, El hombre invisible y Van Helsing. También en julio, Alex Kurtzman asume el cargo de director.

### Rodaje
La fotografía principal comenzó el 3 de abril de 2016 en Oxford, Reino Unido, y luego continuó en Surrey. Más tarde la producción se mudó a Namibia por dos semanas. El rodaje finalizó el 13 de agosto de 2016.

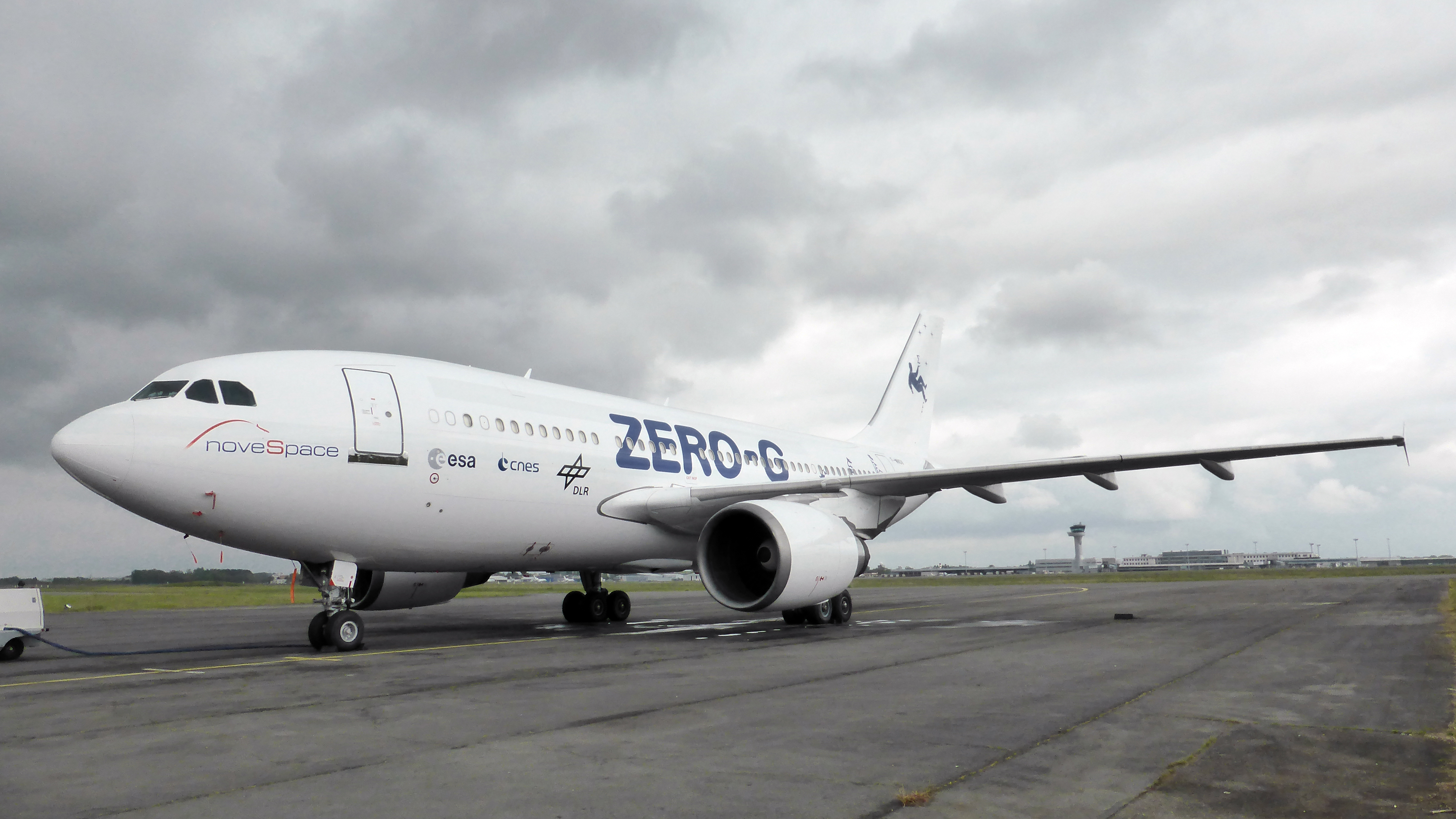
El Airbus A310 usado en la escena del accidente de avión estacionado en el aeropuerto de Burdeos-Mérignac.

Para el rodaje del accidente de avión, la producción utilizó The Vomit Comet y parabolic flight para simular la ilusión de ingravidez. La tripulación hizo un total de 64 tomas y muchos de los miembros de la tripulación se enfermaron del estómago. Inicialmente, Kurtzman planeó filmar la escena completamente usando cables y un set giratorio, sin embargo, la insistencia de Cruise cambió su opinión

## Estreno
Universal Pictures había programado previamente la película para ser estrenada el 24 de marzo de 2017, pero se retrasó hasta el 9 de junio de 2017. Antes de eso, la película estaba programada para varias fechas incluyendo el 22 de abril de 2016 y luego el 24 de junio de 2016, pero Universal anunció que el 22 de abril se estrenaría The Huntsman: Winter's War.

## Recepción

### Taquilla
Hasta el 25 de junio de 2017, La Momia ha recaudado $68.5 millones de dólares en Estados Unidos y Canadá junto con $273.6 millones en otros países, para un total global de $342,1 millones, contra un costo de producción de $125 millones. El film tuvo un estreno mundial de $172.4 millones de dólares, el mayor debut global en la carrera de Tom Cruise.
En Estados Unidos y Canadá, la película se estrenó junto con It Comes at Night y Megan Leavey, y tuvo proyecciones, originalmente, para $35-40 millones de dólares durante su estreno en cerca de 4034 cines. Sin embargo, después de hacer $12 millones en su primer día (incluyendo $2.66 millones de prestrenos de la noche del jueves), las proyecciones se redujeron a $ 30. Terminó debutando a 31.7 millones de dólares, marcando el debut más bajo de la franquicia The Mummy y terminando segundo en la taquilla detrás de Wonder Woman (58,2 millones de dólares en su segunda semana). Deadline.com atribuyó el bajo desempeño de la película a las críticas tanto de los especialistas y del público, así como "la fatiga de los blockbuster".
Fuera de Estados Unidos y Canadá, la cinta se estrenó en 63 territorios extranjeros; China, el Reino Unido, México, Alemania, Irlanda, Australia, Nueva Zelanda, Brasil y Rusia recibieron la película el mismo día que en Norteamérica, y se proyectó que debutaría dentro de un rango de $ 125-135 millones. Se estrenó el 6 de junio en Corea del Sur y recaudó $6.6 millones en su primer día, marcando el mayor debut de Tom Criuse y Universal en aquel país. Terminó con $140.7 millones de dólares en taquilla foránea, el mayor debut en la carrera de Tom Cruise, de los cuales $52.4 fueron de China, $7.4 de Rusia, $4.9 de México y $4.2 del Reino Unido.

### Crítica
La momia ha recibido críticas negativas, principalmente dirigidas a su narrativa incoherente. En el sitio web Rotten Tomatoes, la película tiene un 15% de aprobación basado en 215 críticas, con una calificación promedio de 4.2/10. El consenso crítico del sitio dice: «La Momia carece del bobo encanto de las más recientes entradas de la franquicia y falla al momento de entregar las emociones por las cuales son famosas las películas de monstruos. Esta película es una introducción rápida al Dark Universe». En Metacritc, que asigna una calificación normalizada, la película tiene una puntuación de 34 de 100, basada en 44 reseñas, lo que indica «revisiones generalmente negativas». Las audiencias entrevistadas por CinemaScore le han asignado una calificación de "B–" en una escala de A+ a F.
Premios Razzie
| Año  | Categoría              | Persona(s)                                      | Resultado |
| ---- | ---------------------- | ----------------------------------------------- | --------- |
| 2017 | Peor película          | Peor película                                   | Nominado  |
| 2017 | Peor director          | Alex Kurtzman                                   | Nominado  |
| 2017 | Peor actor             | Tom Cruise                                      | Ganador   |
| 2017 | Peor actriz secundaria | Sofia Boutella                                  | Nominada  |
| 2017 | Peor guion             | David Koepp Christopher McQuarrie Dylan Kussman | Nominado  |
| 2017 | Peor actor secundario  | Russell Crowe                                   | Nominado  |
| 2017 | Peor remake o secuela  | Alex Kurtzman Roberto Orci                      | Nominado  |

## Reinicio de la franquicia
De la mano de los productores Alex Kurtzman, Chris Morgan, Noah Hawley, Aaron Guzikowski y Ed Solomon, Universal Pictures decidió crear un nuevo Universo cinematográfico de los monstruos clásicos (conocido en inglés como Dark Universe), Sin embargo, Universal ha afirmado que las películas del universo serán del género de acción/aventura en lugar de terror, similar al Universo cinematográfico de Marvel.
La primera película del nuevo universo fue Dracula Untold de 2014, no obstante debido a que crítica y "financieramente" fue mal recibida, un nuevo reinicio se intentó en 2017 con La Momia, que también tuvo un resultado decepcionante en crítica, y tras la salida de Kurtzman y Morgan, llamados los "arquitectos" del Dark Universe, Universal anunció el aplazamiento indefinido de la producción anunciada de la siguiente entrega del remake de La novia de Frankenstein.

## Otros medios

### Videojuego
Un videojuego basado en la película, "The Mummy Demastered", fue lanzado el 24 de octubre de 2017. Es un Metroidvania que presenta una historia independiente, que tiene lugar al mismo tiempo que los eventos. de la película y sigue a los soldados de Prodigium bajo el mando del Dr. Jekyll que luchan contra las fuerzas de la Princesa Ahmanet; a diferencia de la película, recibió críticas positivas.

## Secuela abandonada
La película fue parte de la franquicia Dark Universe de Universal Pictures, un intento de crear un universo cinematográfico moderno basado en la serie de películas Universal Monsters. Un remake de "Bride of Frankenstein" estaba originalmente programado para su lanzamiento el 14 de febrero de 2019, pero el 5 de octubre de 2017, Universal decidió para posponerlo para permitir que se haga más trabajo en el script. La película de 2014  Dracula Untold  se consideró originalmente como la primera película de la serie ; sin embargo, desde el estreno de la película, se minimizó la conexión con el Universo Oscuro, y  La Momia  fue reubicada como la primera película de la serie. Para 2019, Universal anunció planes para volver a las funciones independientes en lugar de utilizar una narrativa cinematográfica compartida, que interrumpe y cancela el Universo Oscuro.